# 広島市立藤の木小学校
広島市立藤の木小学校（ひろしましりつふじのきしょうがっこう）は、広島市佐伯区藤の木二丁目にある公立小学校。

## 沿革
- 1990年（平成2年）4月1日 - 広島市立河内小学校より分離され、広島市立藤の木小学校設立。

## 校区
- 広島市立三和中学校の校区[1]
  - 五日市町大字石内、五日市町大字上小深川、五日市町大字藤の木、藤の木一丁目～藤の木四丁目

## アクセス
- JR山陽本線 五日市駅下車
- 広島電鉄宮島線 広電五日市駅下車